# Área metropolitana de Danville (Illinois)
El Área Estadística Metropolitana de Danville, IL MSA, como la denomina la Oficina de Administración y Presupuesto, es un Área Estadística Metropolitana centrada en la ciudad de Danville, que solo abarca el condado de Vermilion en el estado de Illinois, Estados Unidos. Su población según el censo de 2010 es de 81.625 habitantes, convirtiéndola en la 359.º área metropolitana más poblada de los Estados Unidos.

## Comunidades
| Ciudades - Danville - Georgetown - Hoopeston Pueblos - Allerton - Alvin - Belgium - Bismarck - Catlin - Fairmount | - Fithian - Henning - Indianola - Muncie - Oakwood - Potomac - Rankin - Ridge Farm - Rossville - Sidell - Tilton - Westville |

Lugares no incorporados
| - Armstrong - Batestown - Cheneyville - Collison - East Lynn - Hartshorn | - Hegeler - Hillery - Jamaica - Jamesburg - Newtown - Olivet |